# Hypsidracon
Hypsidracon là một chi bướm đêm thuộc phân họ Tortricinae của họ Tortricidae.

## Các loài
- Hypsidracon saurodoxa Meyrick, 1934